# Paarl
 (janvier 2017).
Si vous disposez d'ouvrages ou d'articles de référence ou si vous connaissez des sites web de qualité traitant du thème abordé ici, merci de compléter l'article en donnant les références utiles à sa vérifiabilité et en les liant à la section « Notes et références ».
Paarl (prononcé en afrikaans : /ˈpɑːrəl/ ou /ˈpæːrəl/) est une ville d'Afrique du Sud, dans la province du Cap-Occidental. Elle est connue pour le Paarl Rock, le plus grand bloc de granite au monde après l'Ayers Rocks/Uluru en Australie, mais aussi pour ses vignobles et pour son monument à la gloire de la langue afrikaans.

## Localisation et urbanisme
Paarl est située à 65 kilomètres au nord-est de la ville du Cap. Elle est accessible depuis Le Cap par la route N1. 
Paarl possède une longue artère principale qui fait près de 12 km de long, la ville est toute en longueur, prise entre la montagne et le fleuve Berg.

## Démographie
Selon le recensement de 2011, la ville de Paarl compte 112 045 habitants (69,89 % de coloureds, 17,90 % de Blancs et 10,35 % de Noirs). 
L'afrikaans est la principale langue maternelle de la population locale (86,81 %) devant l'anglais sud-africain (6,18 %).

## Historique

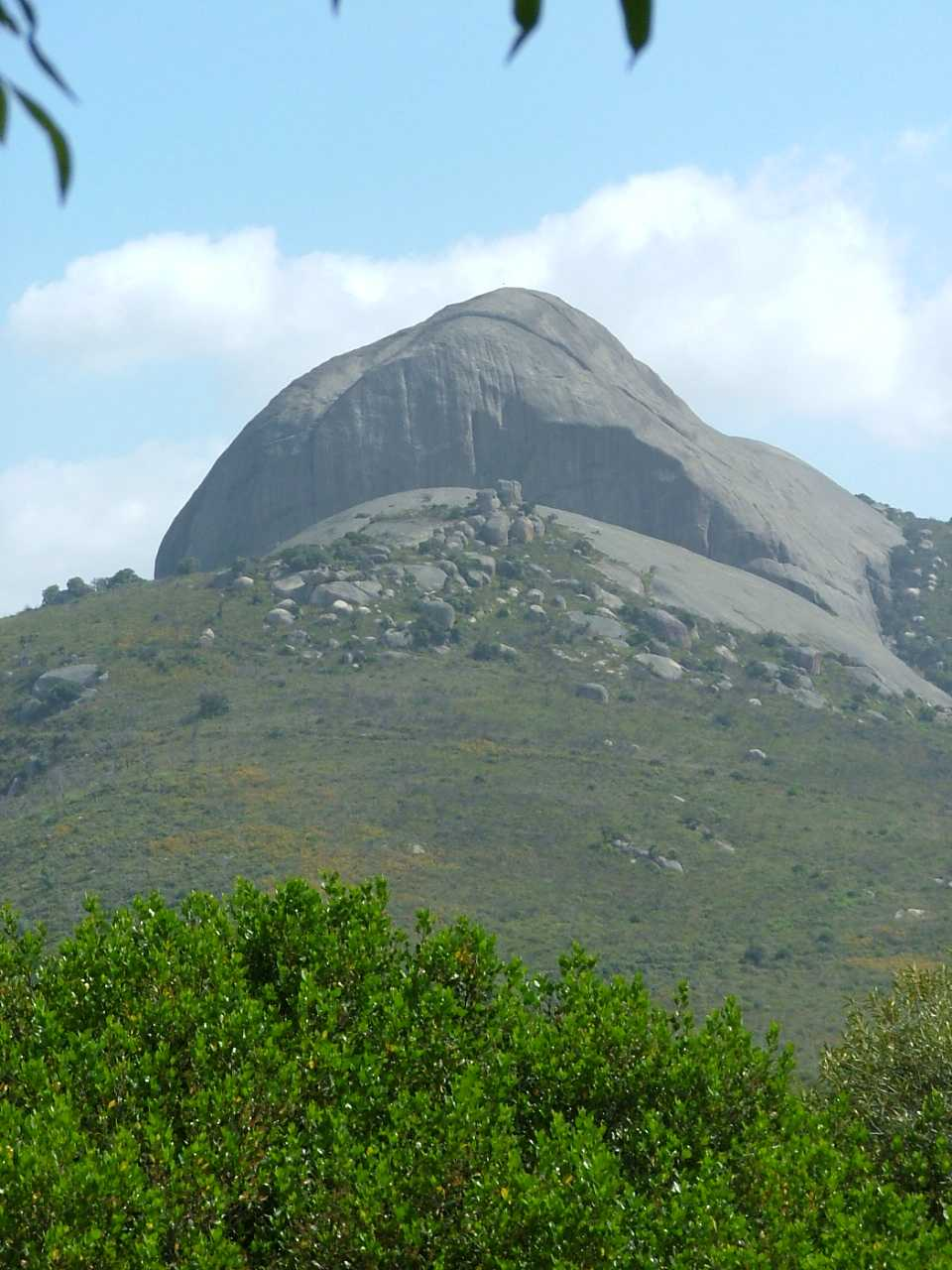
Bloc de granite à Paarl.

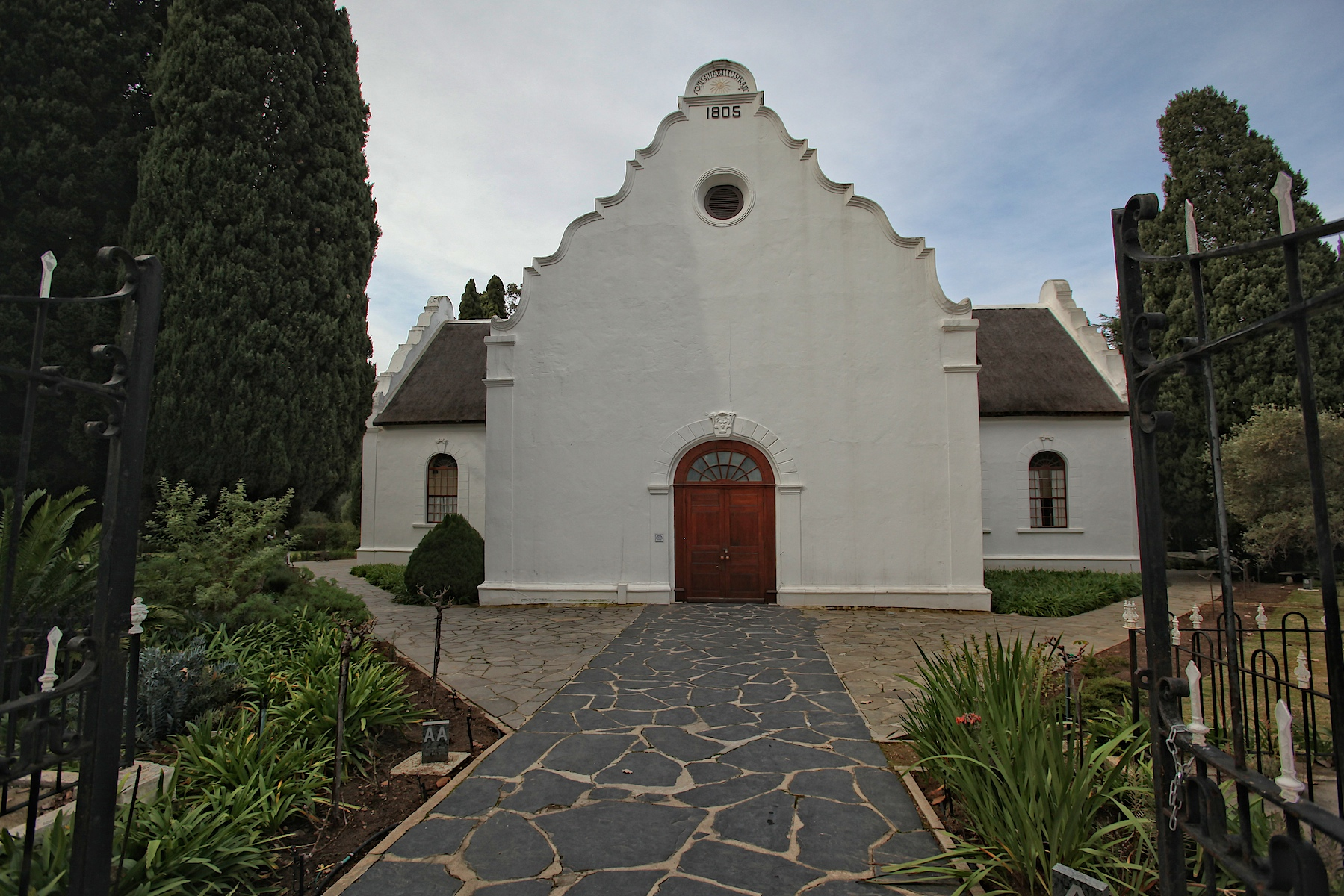
Église réformée hollandaise de Paarl, Main Street

En 1657, le colon néerlandais Abraham Gabemma, à la recherche d'un endroit où établir sa ferme, baptisa Peerlebergh le mont en granit qui dominait l'endroit où il s'installa. En 1687, des terrains, proches du fleuve Berg, furent concédés aux fermiers néerlandais (boers) et la communauté de Paarl commença à se développer.
En 1986, Nelson Mandela fut transféré dans une villa avec piscine dans le périmètre de la prison Victor Verster (en), nommé d'après Victor Reginald Verster (1900-1984), magistrat, ancien directeur de prisons et ancien commissaire général du Service pénitentiaire, et située à une douzaine de kilomètres au sud de Paarl, il y passera ses quatre dernières années de captivité avant d'être libéré le 11 février 1990.
Depuis 2000, la ville de Paarl fait partie de la municipalité de Drakenstein.

### Industrie viticole
Paarl est le centre d’une grande région de vergers et de vignobles.
Le quartier général de l'industrie viticole d'Afrique du Sud (Wine Growers' Association - KWV en afrikaans) est situé à Paarl. 
C'est une véritable institution sud-africaine avec une réputation internationale.

## Attractions touristiques
Paarl est l'une des trois plus anciennes villes d'Afrique du Sud (après Le Cap et Stellenbosch). Main Street est la rue touristique concentrant le maximum de batiments d'« architecture hollandaise du Cap » et anglais. La ville propose également de beaux jardins et des rues bordées de chênes centenaires.  
L'ancien hôtel de ville est de style architectural afrikaner. L'ancien presbytère (1787) renferme aujourd’hui une collection de mobilier afrikaner. 
Paarl est le lieu de baptême de la langue afrikaans symbolisé par le musée de la langue (die Taal) et surtout par le Afrikaanse Taalmonument (Le Monument de la langue Afrikaans) inauguré en 1975 (année du centenaire de la fondation de l'« Association des vrais Afrikaners »). En effet, c'est à Paarl en 1875 que Stephanus Jacobus du Toit et un groupe d'enseignants et de pasteurs de l'église réformée hollandaise avaient fondé un mouvement de revendication culturel, Die Genootskap van Regte Afrikaners (l'« Association des vrais Afrikaners ») dont l'objectif était de défendre et d'imposer l'afrikaans au côté de l'anglais comme langue officielle de la colonie du Cap. Il s'agissait pour eux de donner à la langue parlée par les paysans afrikaners ses lettres de noblesse et d'en faire un véritable outil de communication écrite.
La structure complexe du Monument de la langue Afrikaans, composé de plusieurs formes phalliques convexes et concaves, évoque l'héritage européen de la langue, les influences africaines, le pont entre l'Europe et l'Afrique, la langue afrikaans elle-même, la république et la culture malaise. L'influence africaine est représentée par des formes semi-sphériques de faible hauteur qui paraissent largement dominées par les représentations de l'héritage européen et de la langue afrikaans.
Depuis Paarl, les routes touristiques mènent à la vallée du Brede, par les cols Du Toits Kloof ou à Ceres par le col Michells. 

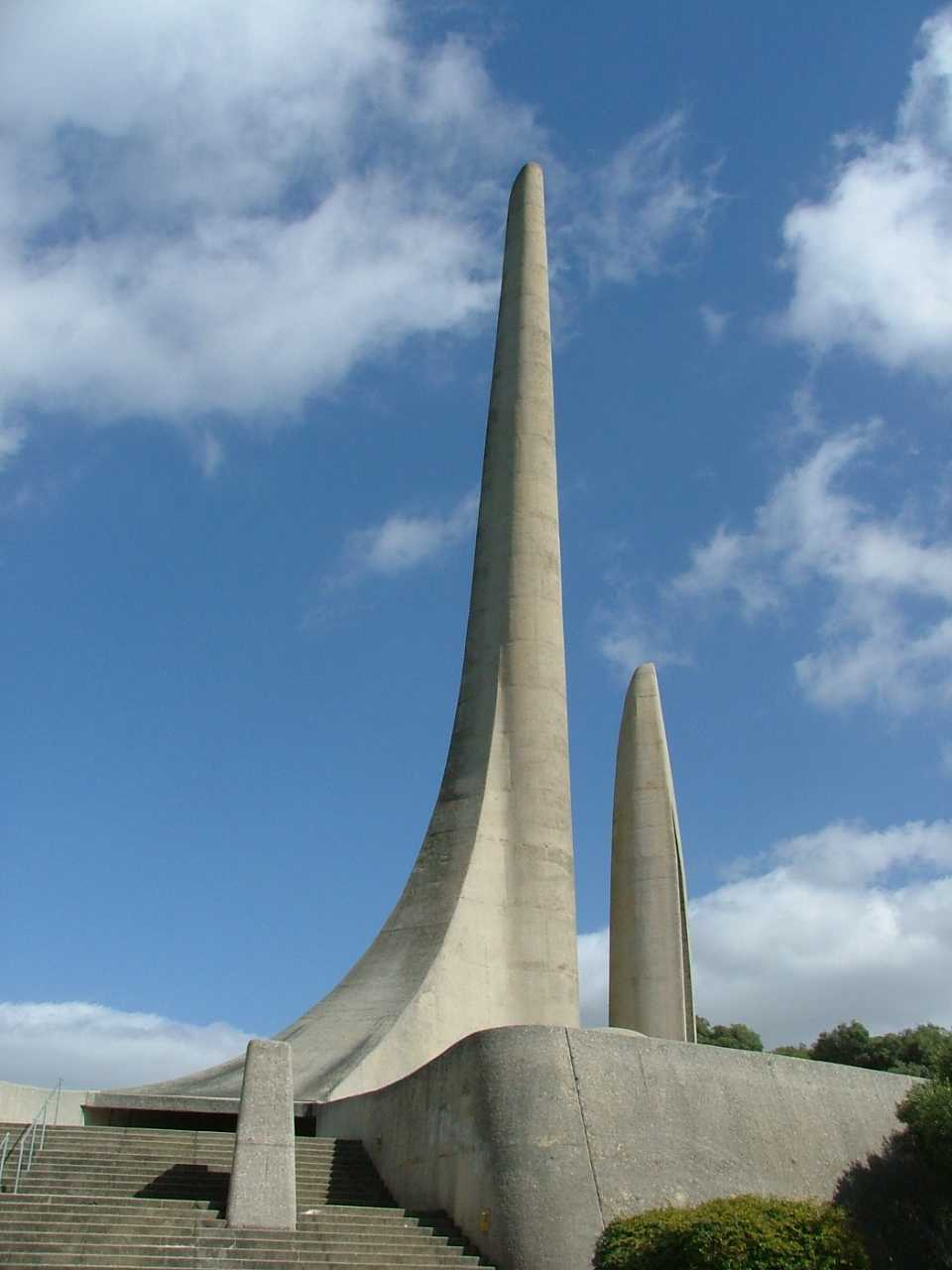
Monument "Langue  Afrikaans" à Paarl.
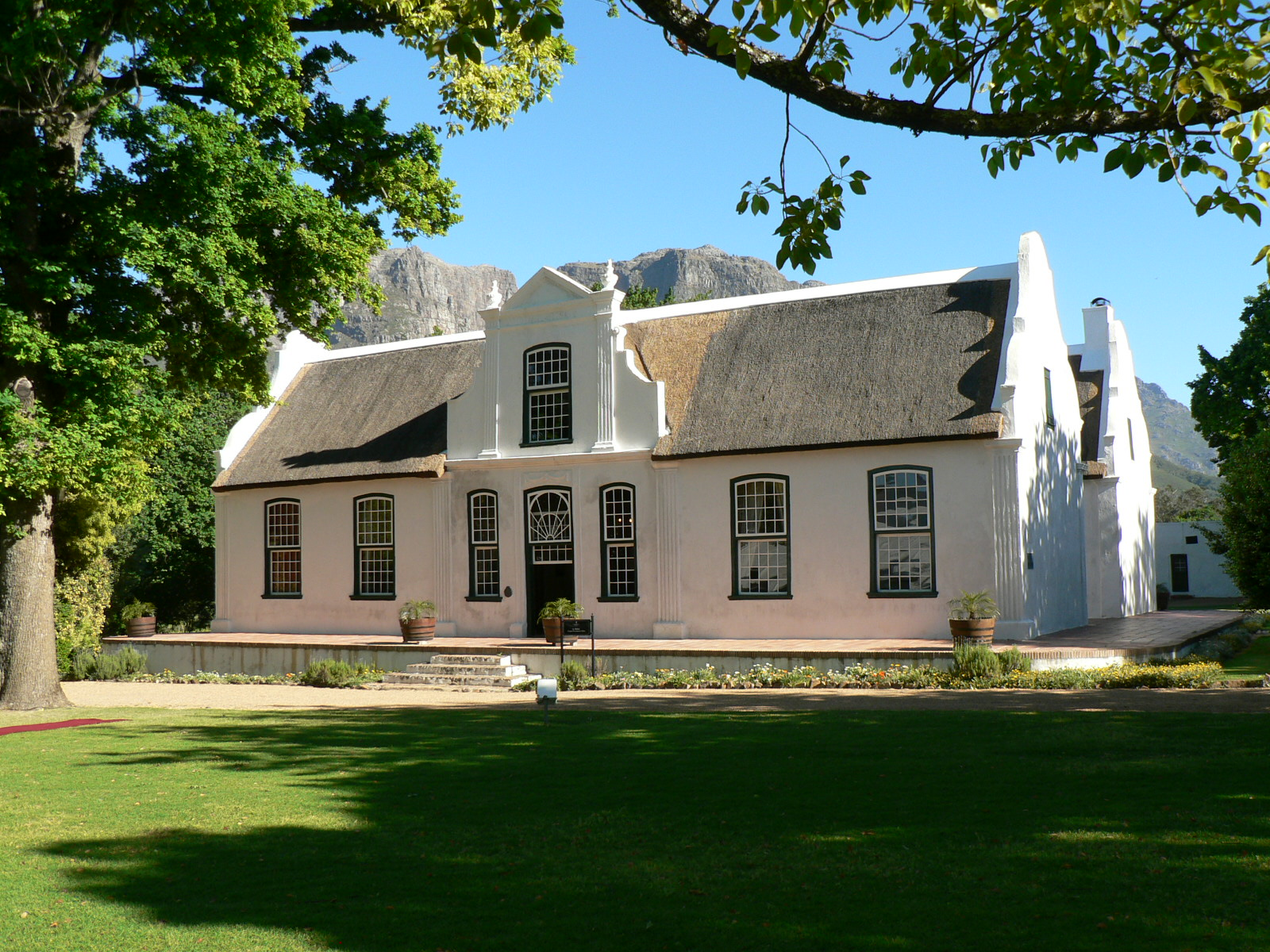
Manoir viticole de La Rhône, district de Paarl
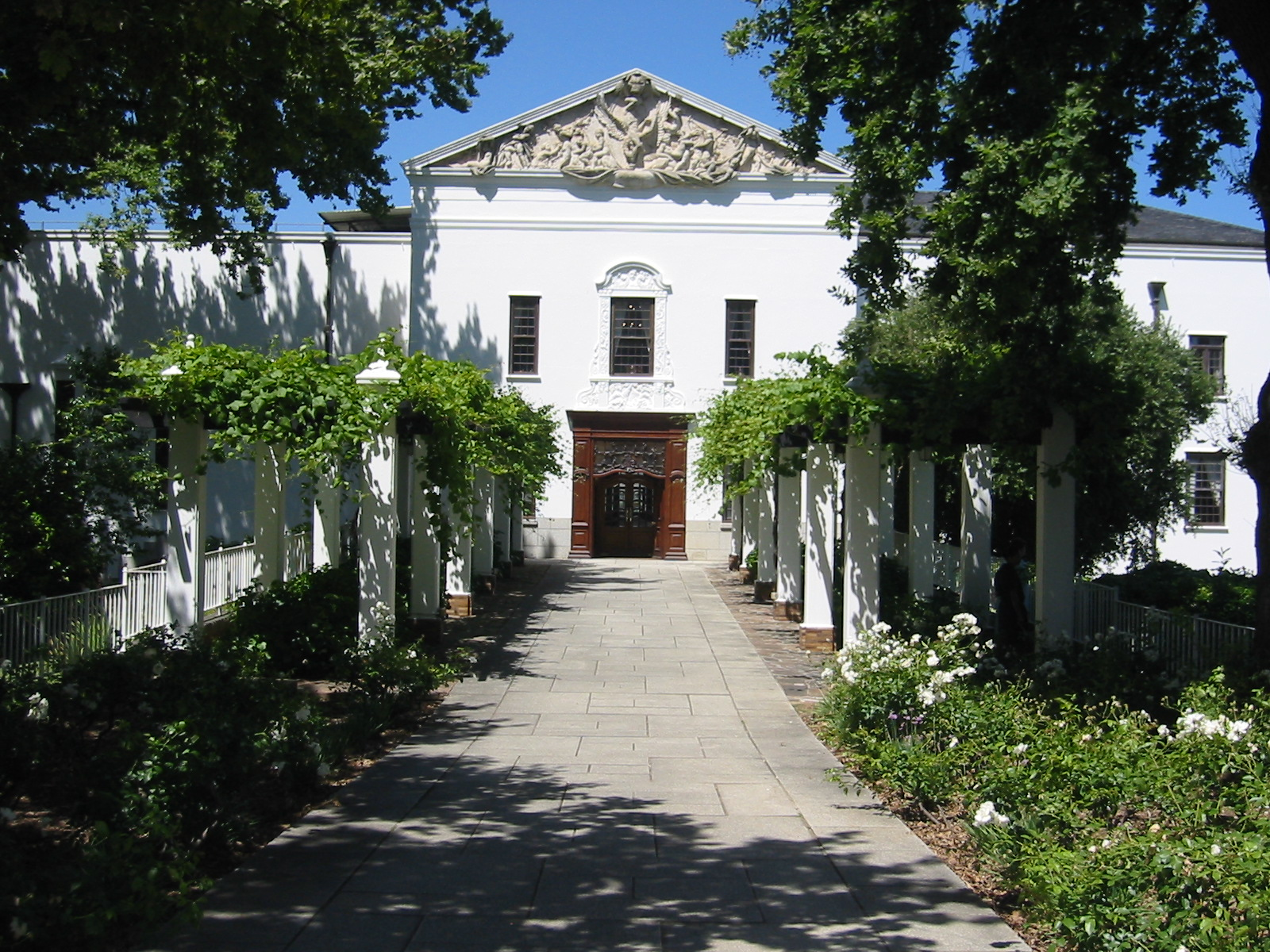
Bâtiments de KWV à Paarl.
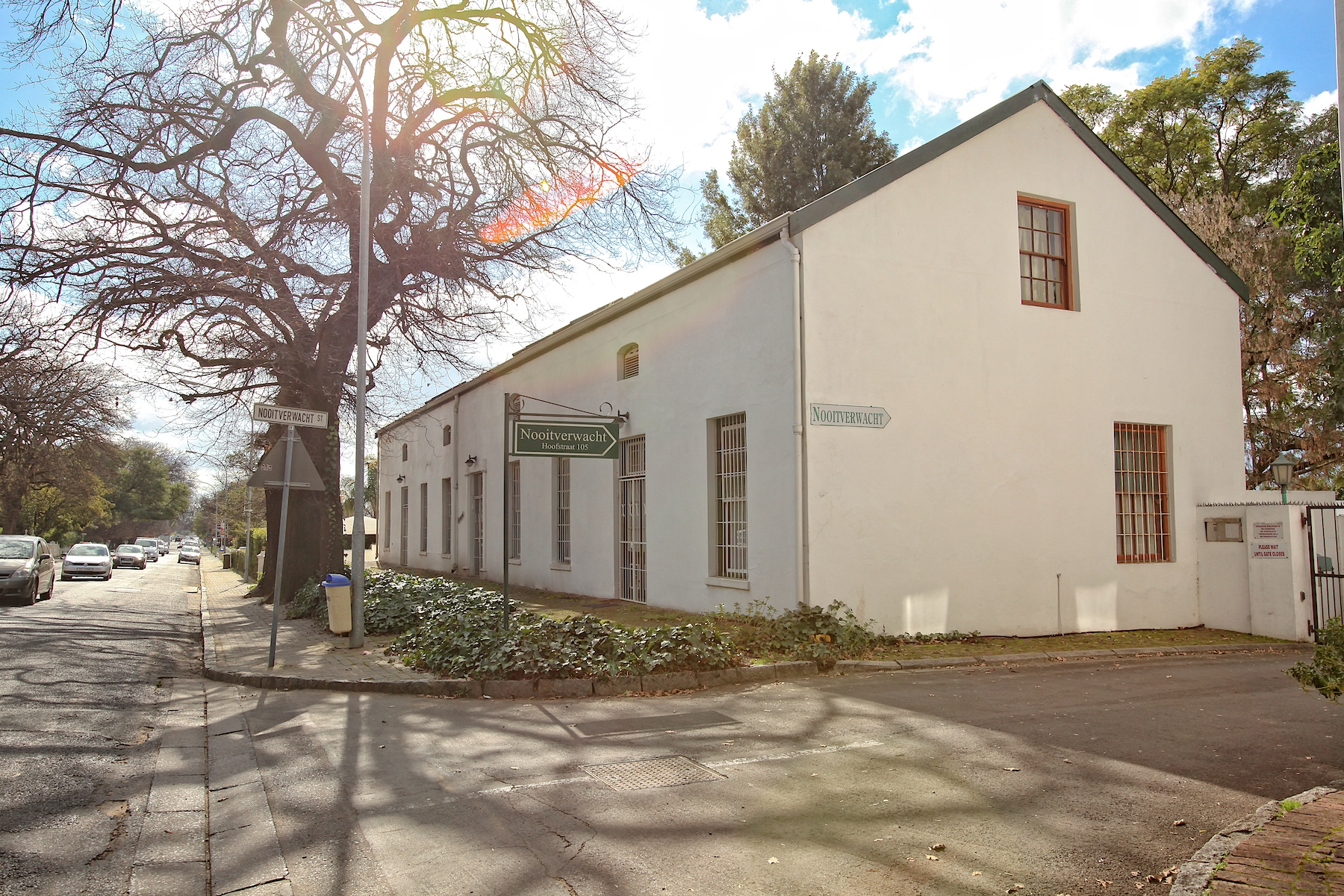
103-107 Main Street.
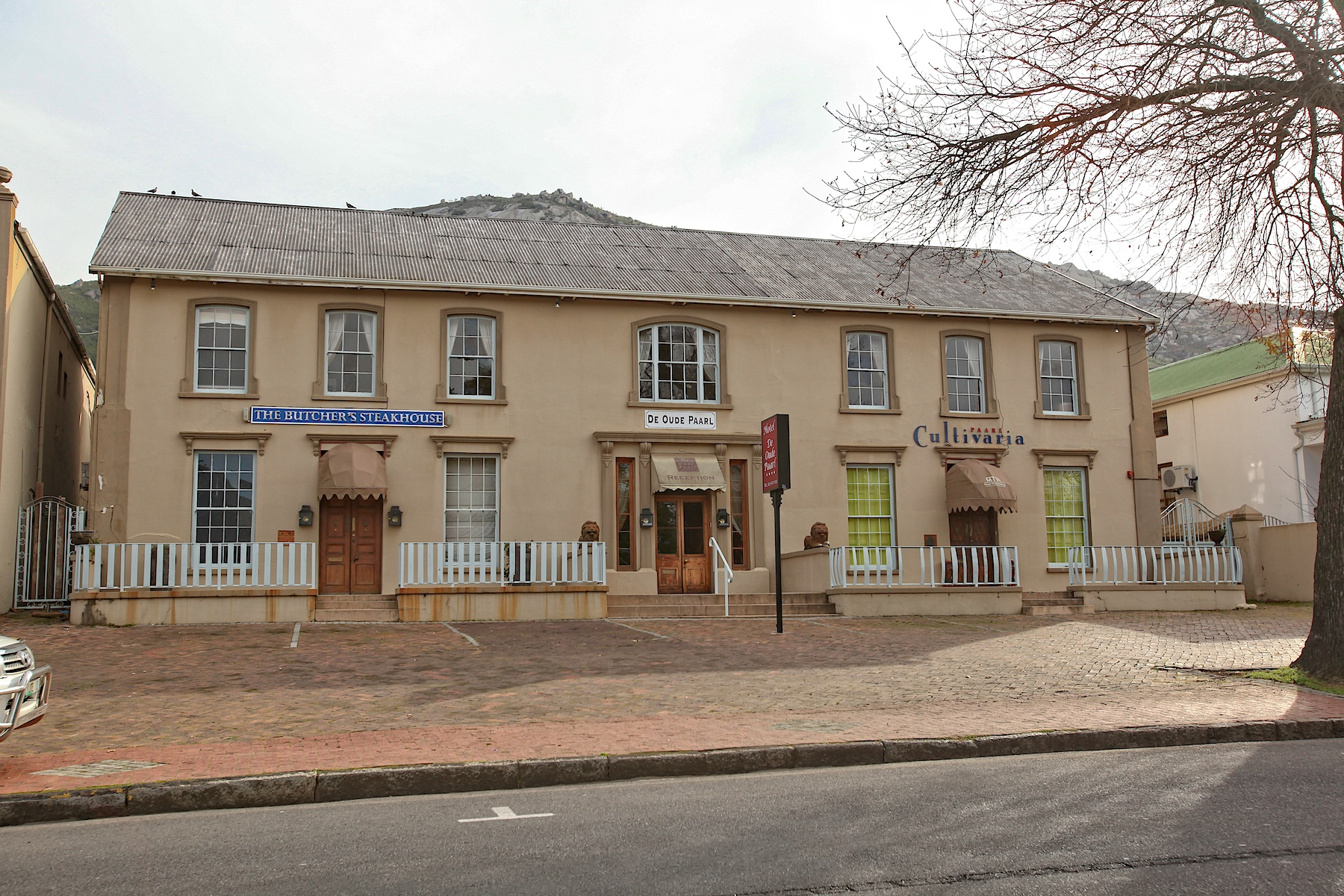
132 A Main Street.
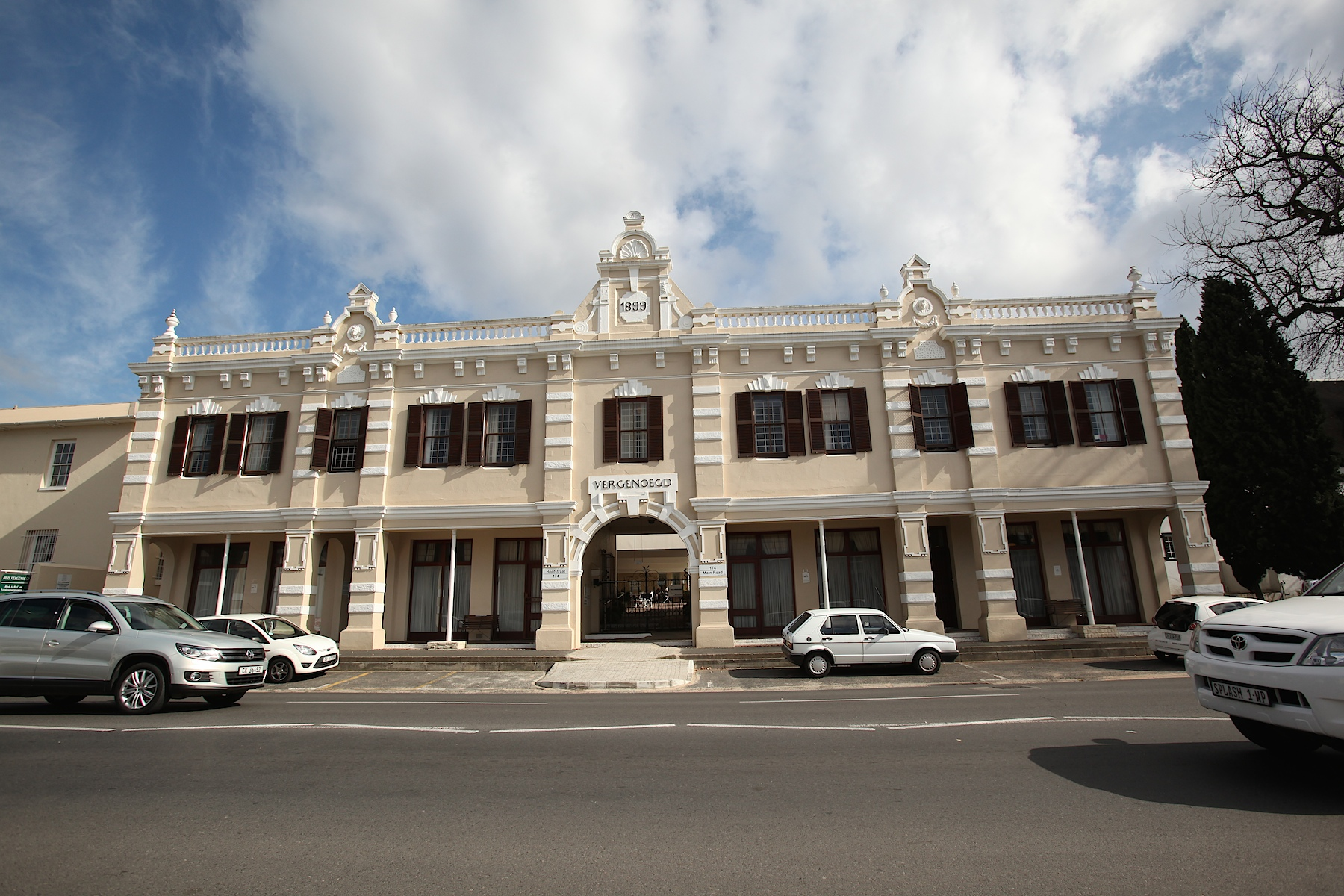
Maison de retraite Vergenoegd, 172 et 174 Main Street.
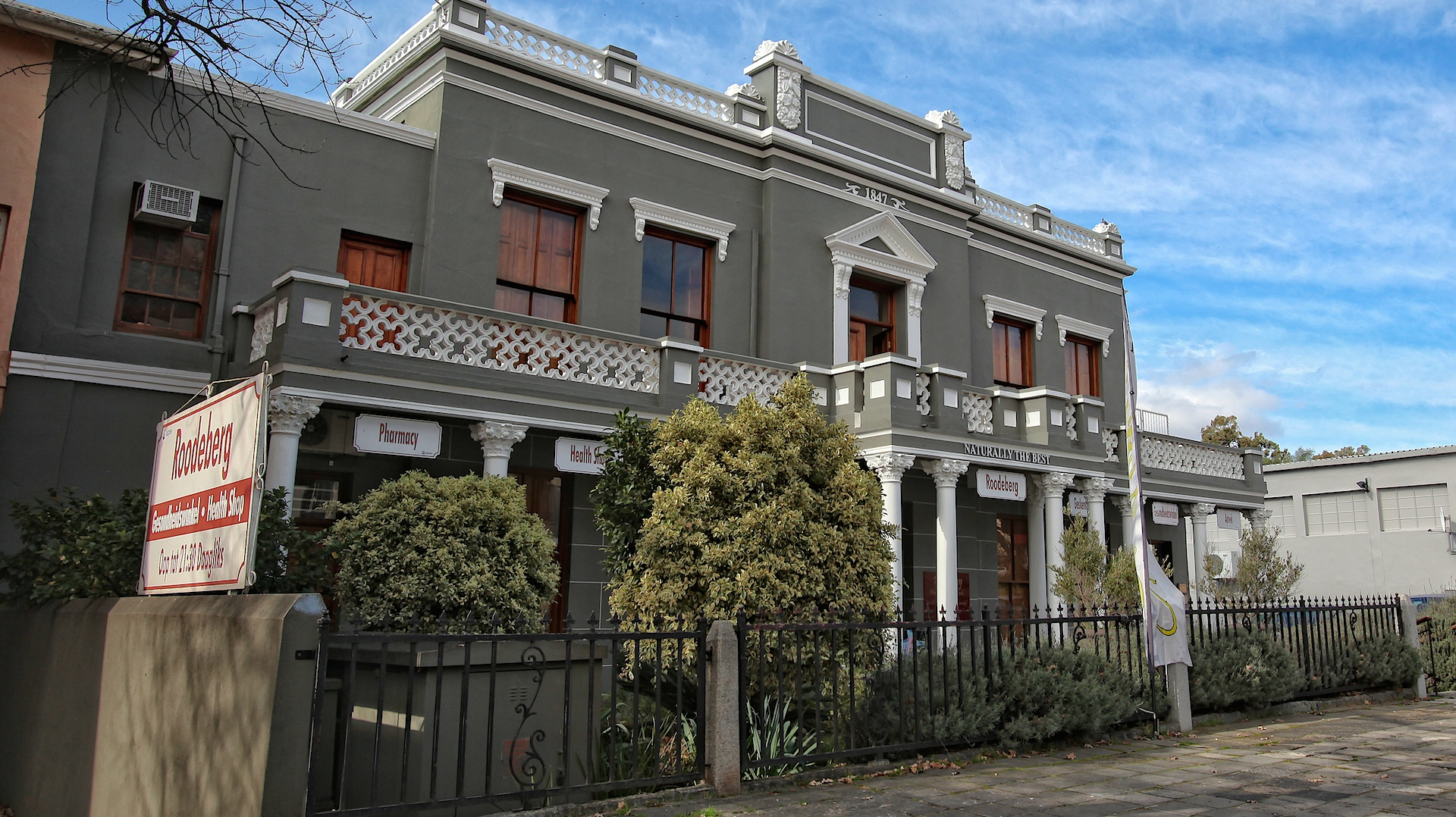
Pharmacie Roodeberg, 175-179 Main Street.
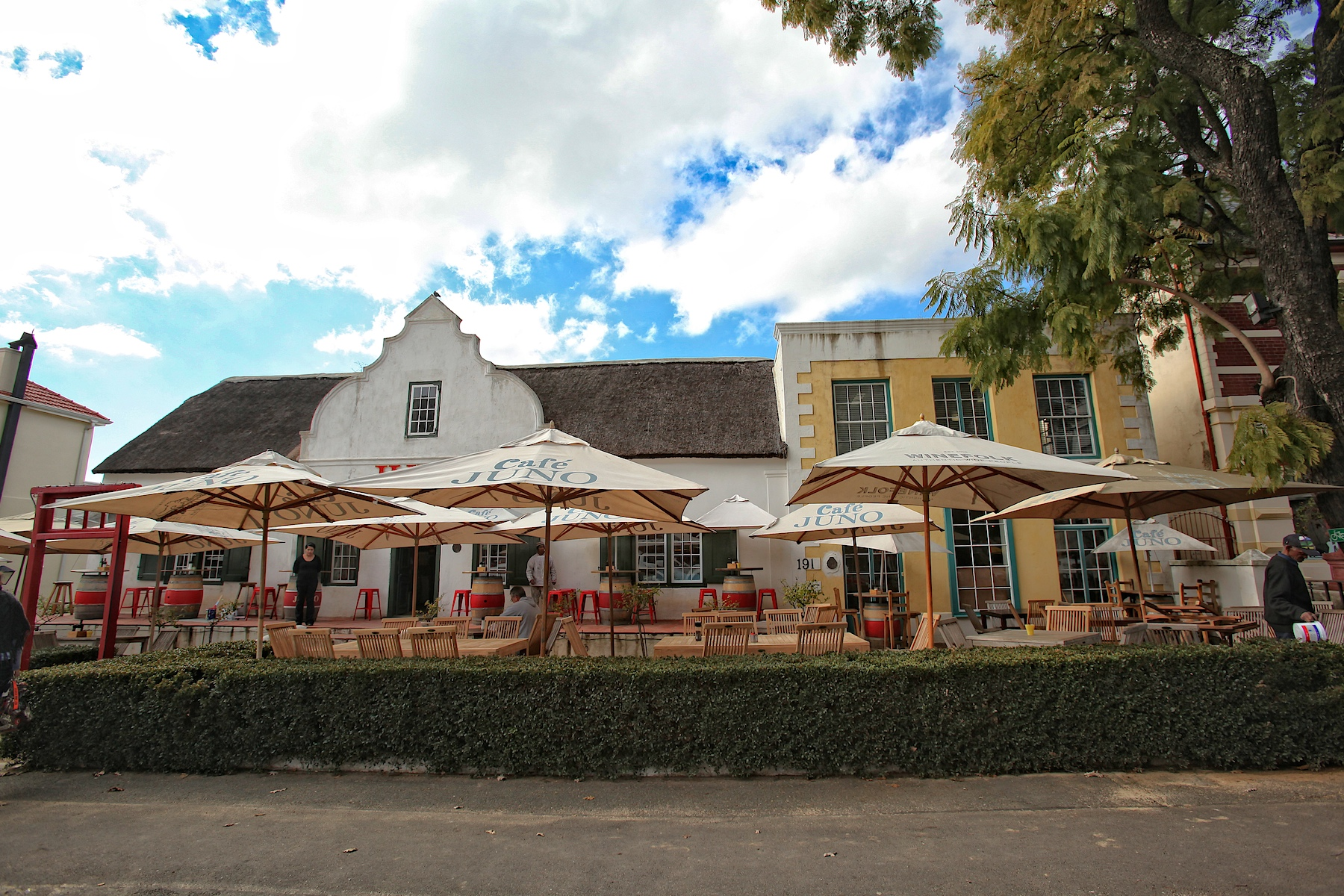
Café Juno, 191 Main Street.
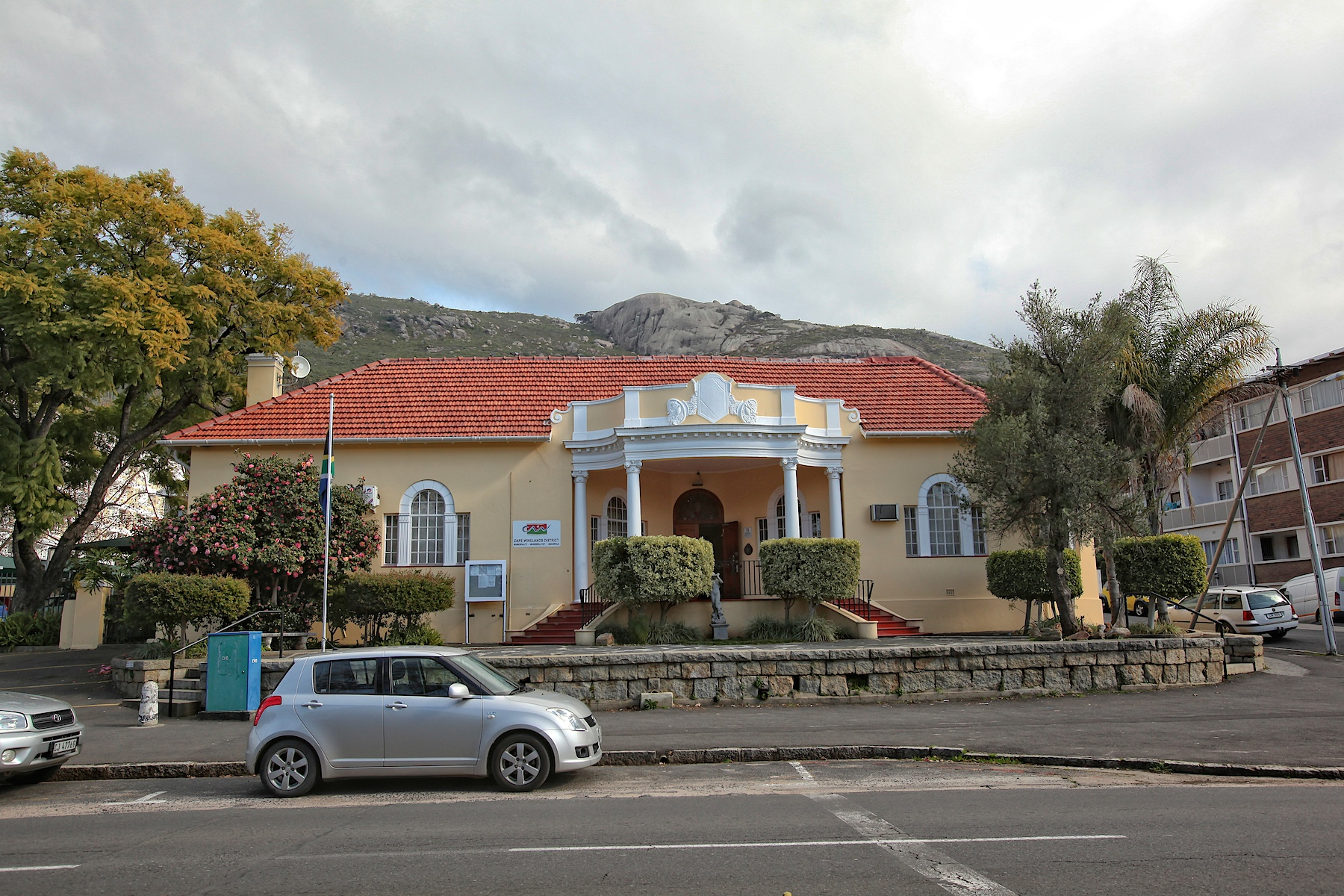
Siège du district des Cape-Winelands, 195-199 Main Street.
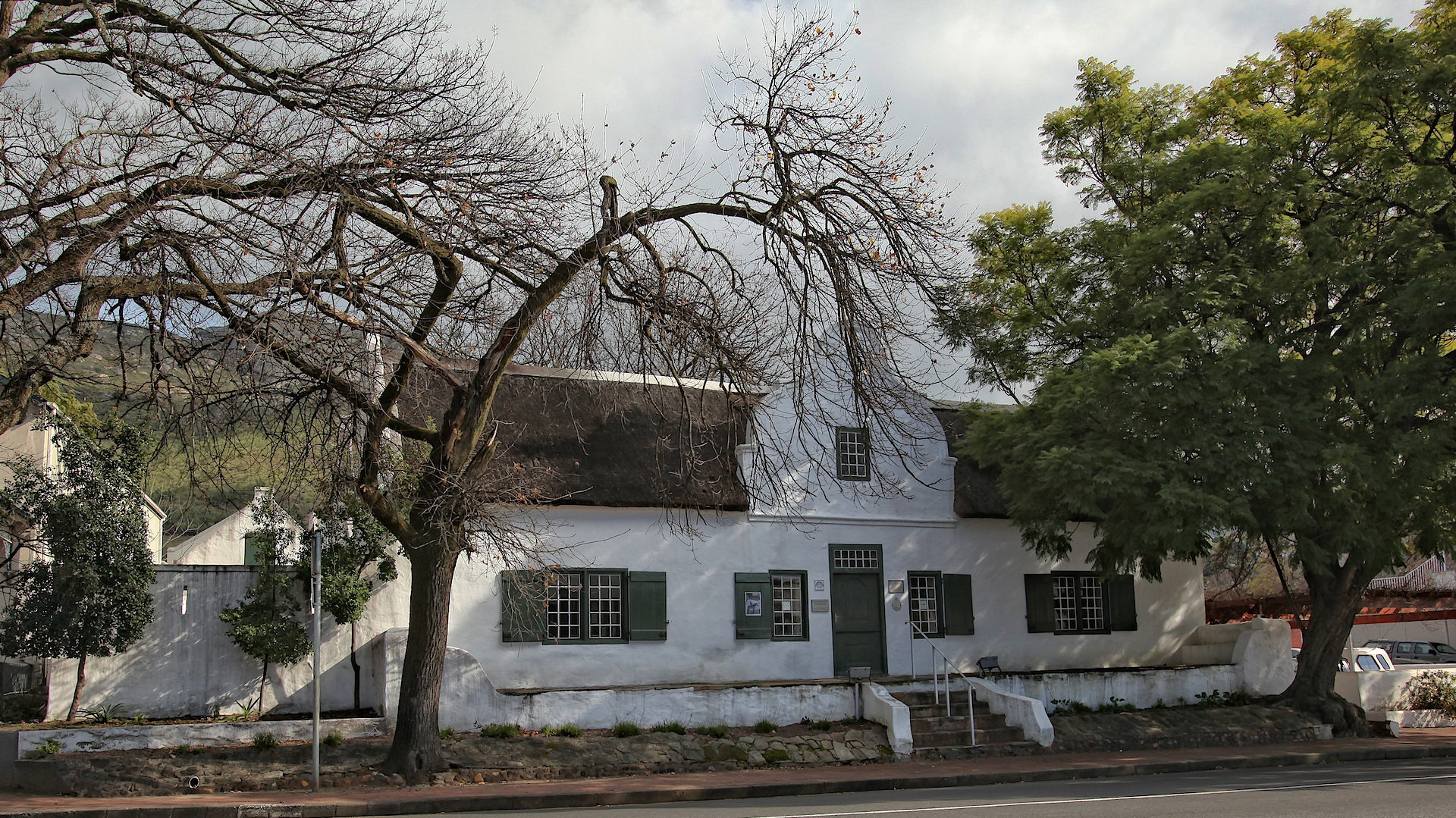
De Oude Woning, 214 Main Street.
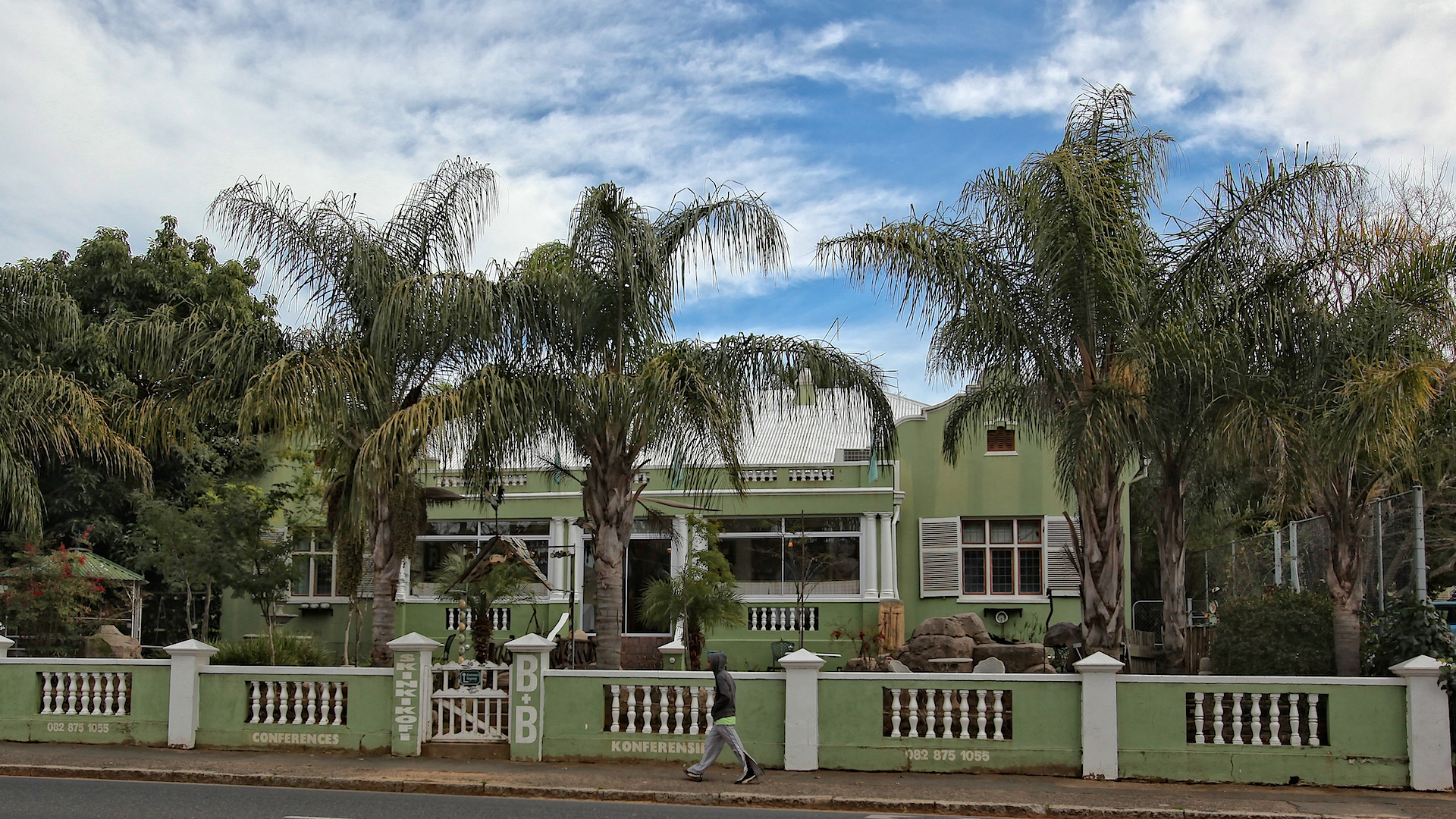
40 Main Street.
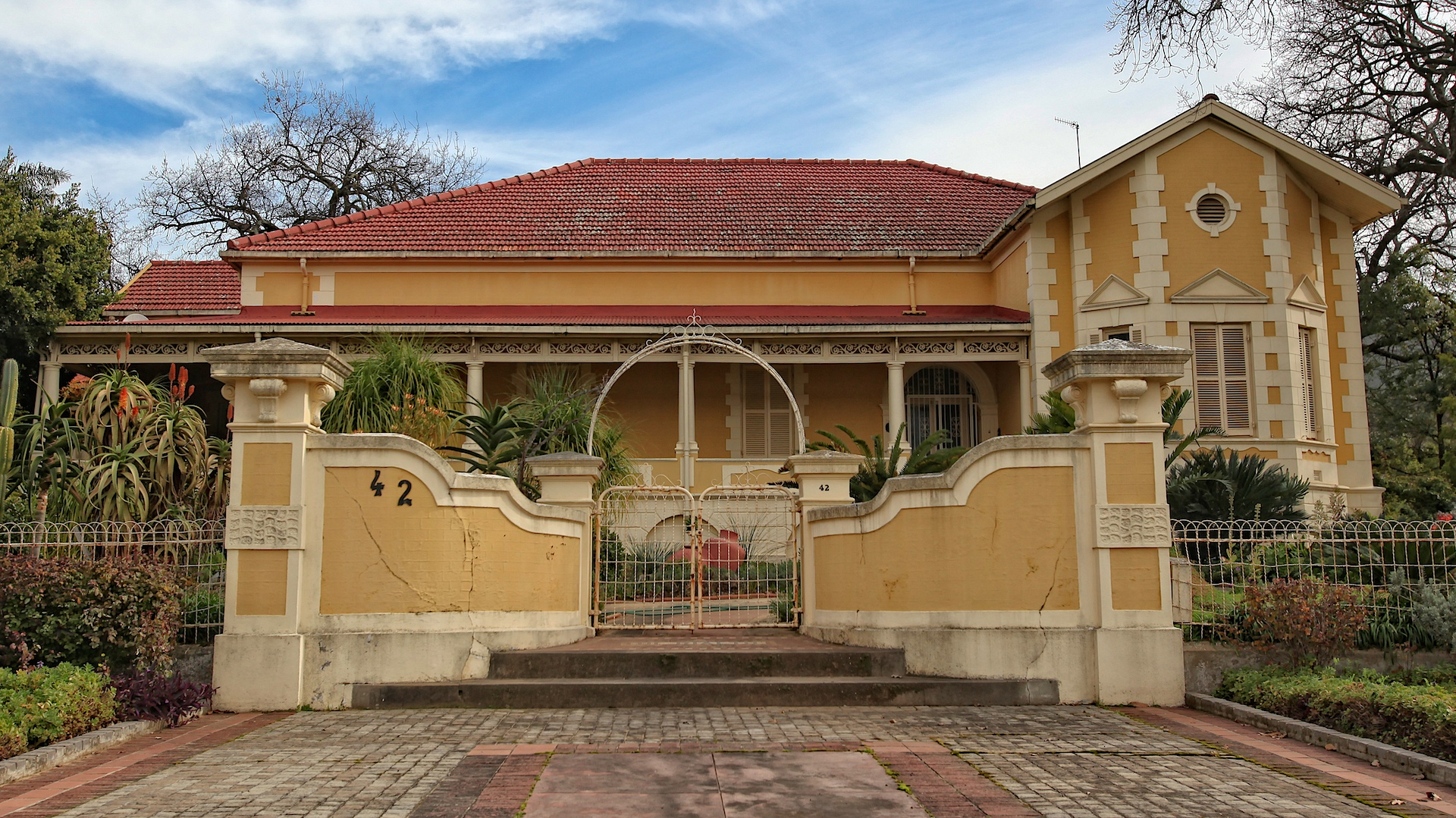
42 Main Street.
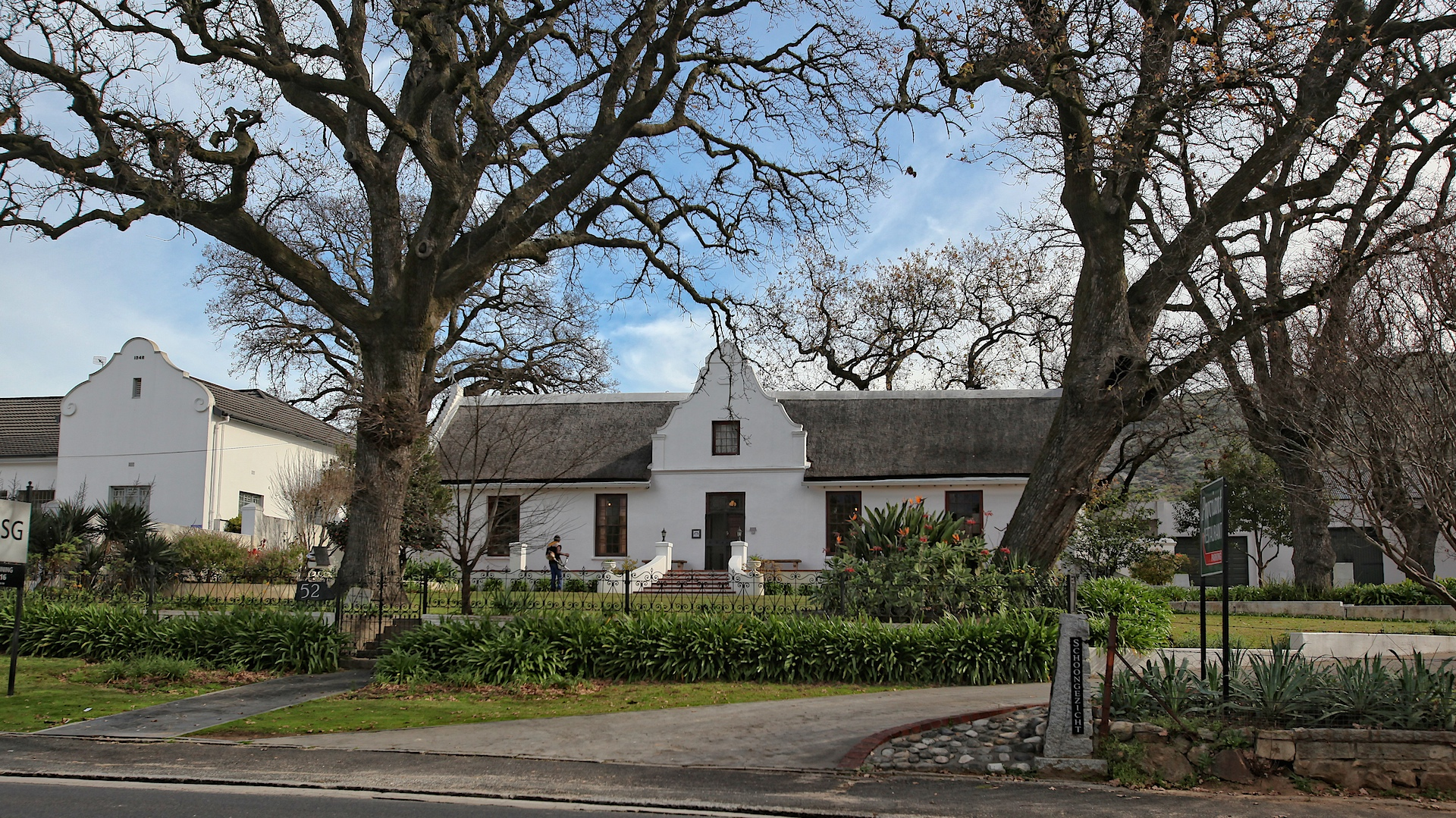
Manoir Schoongezicht, 52 Main Street.
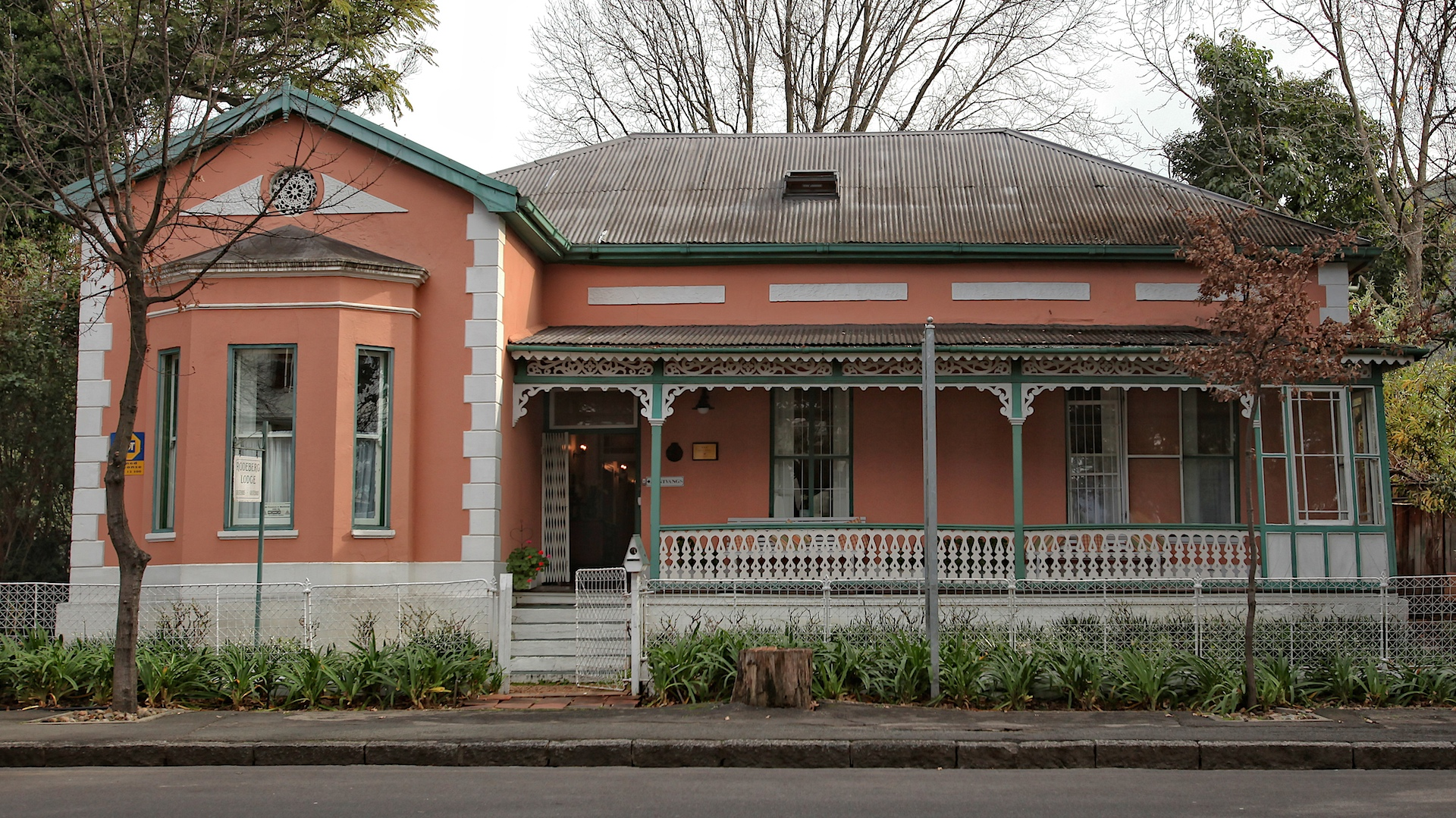
Rodeberg Lodge, 74 Main Street.
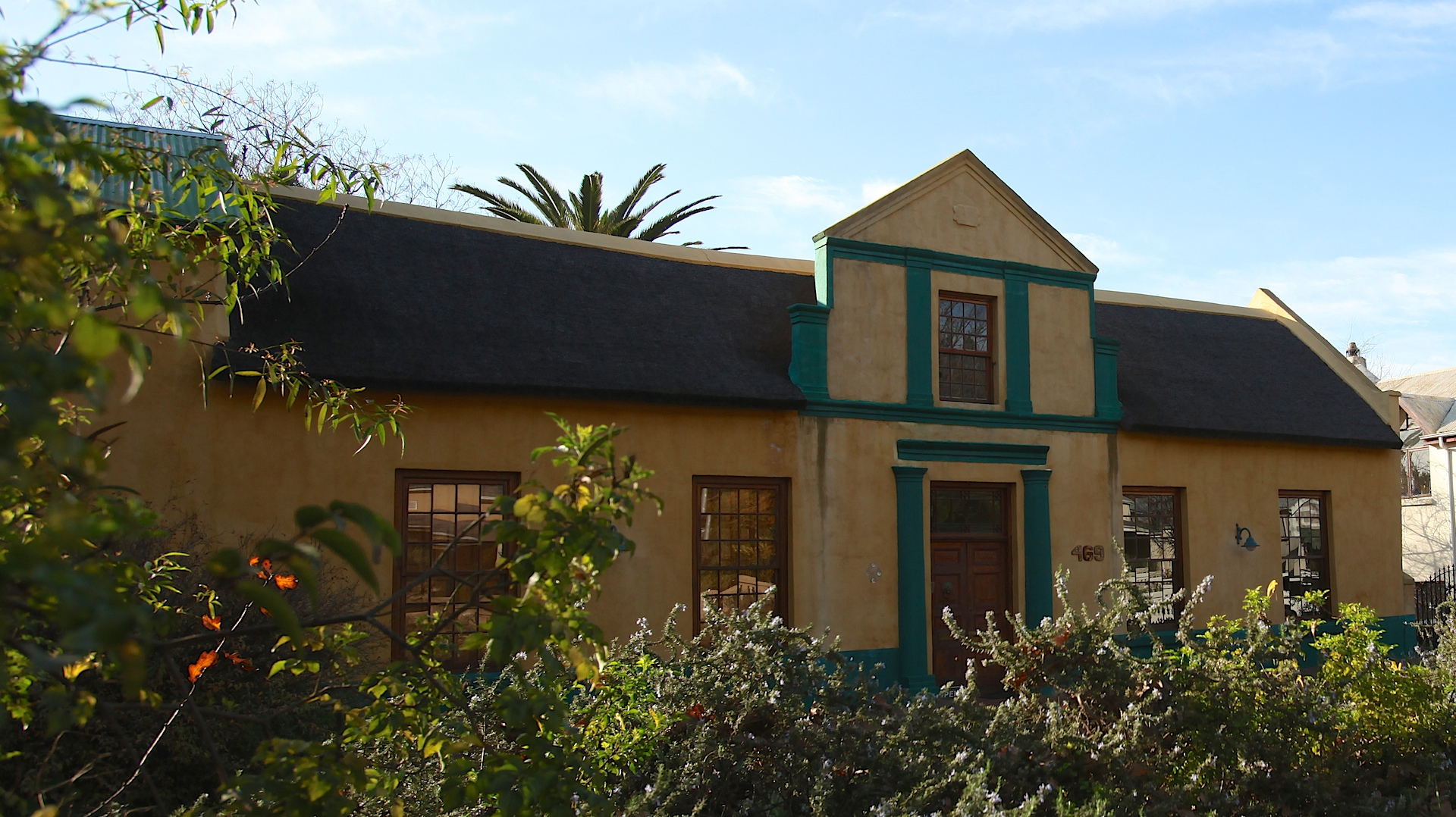
D'Olijfboom, 469 Main Street.
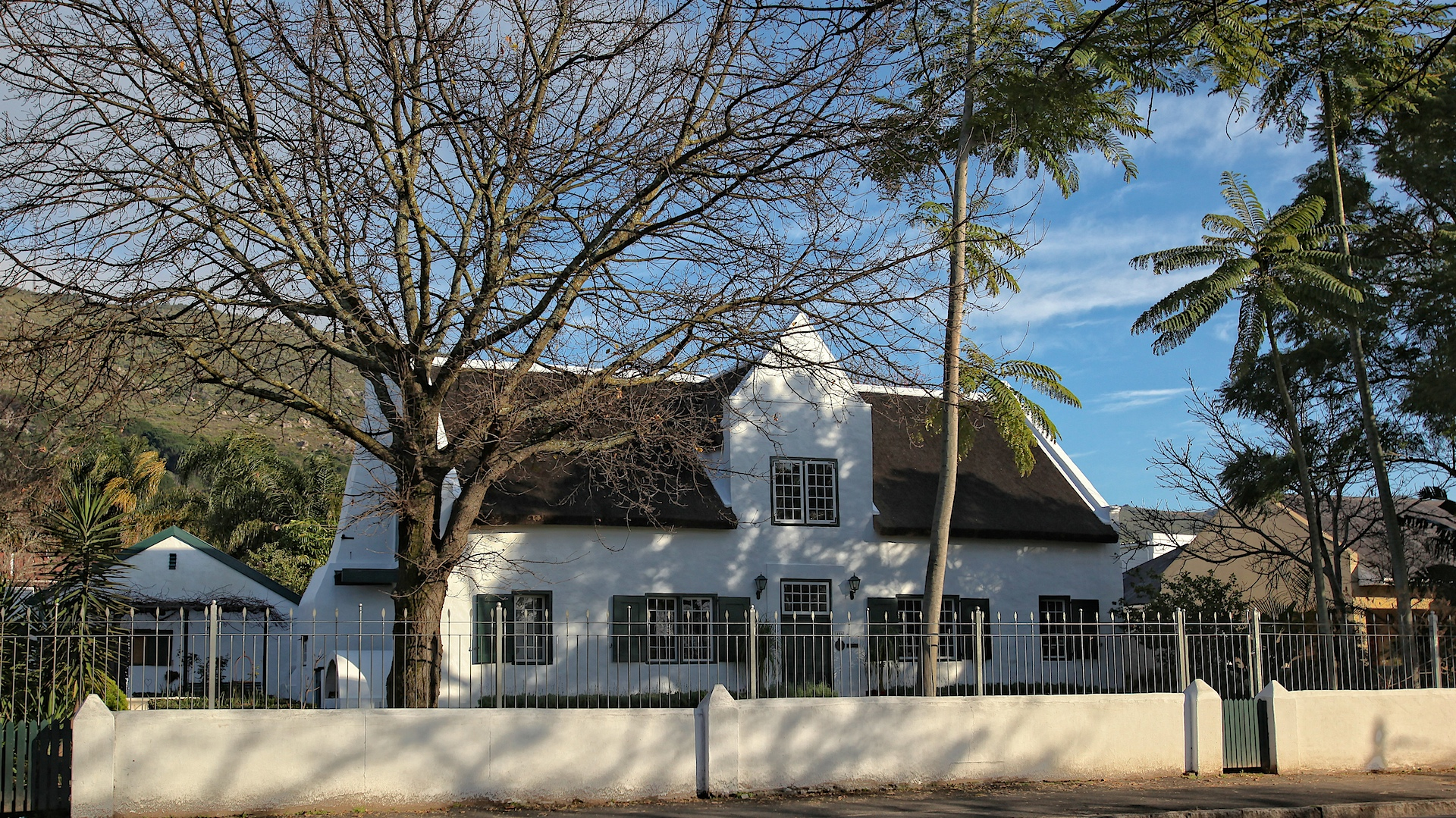
Manoir de Morgenzon,486 Main Street.
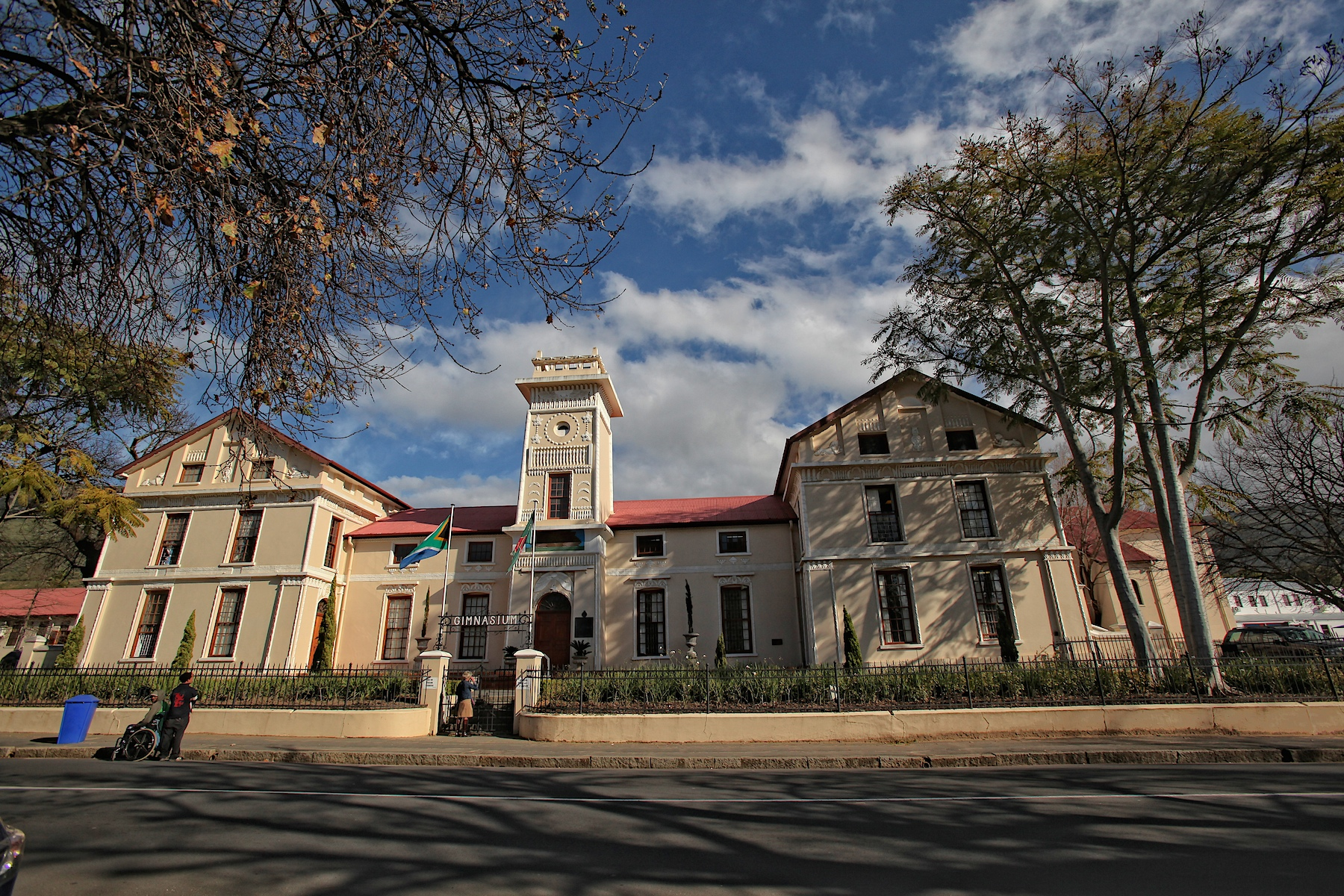
Gymnasium Primary School, Gymnasium Street.
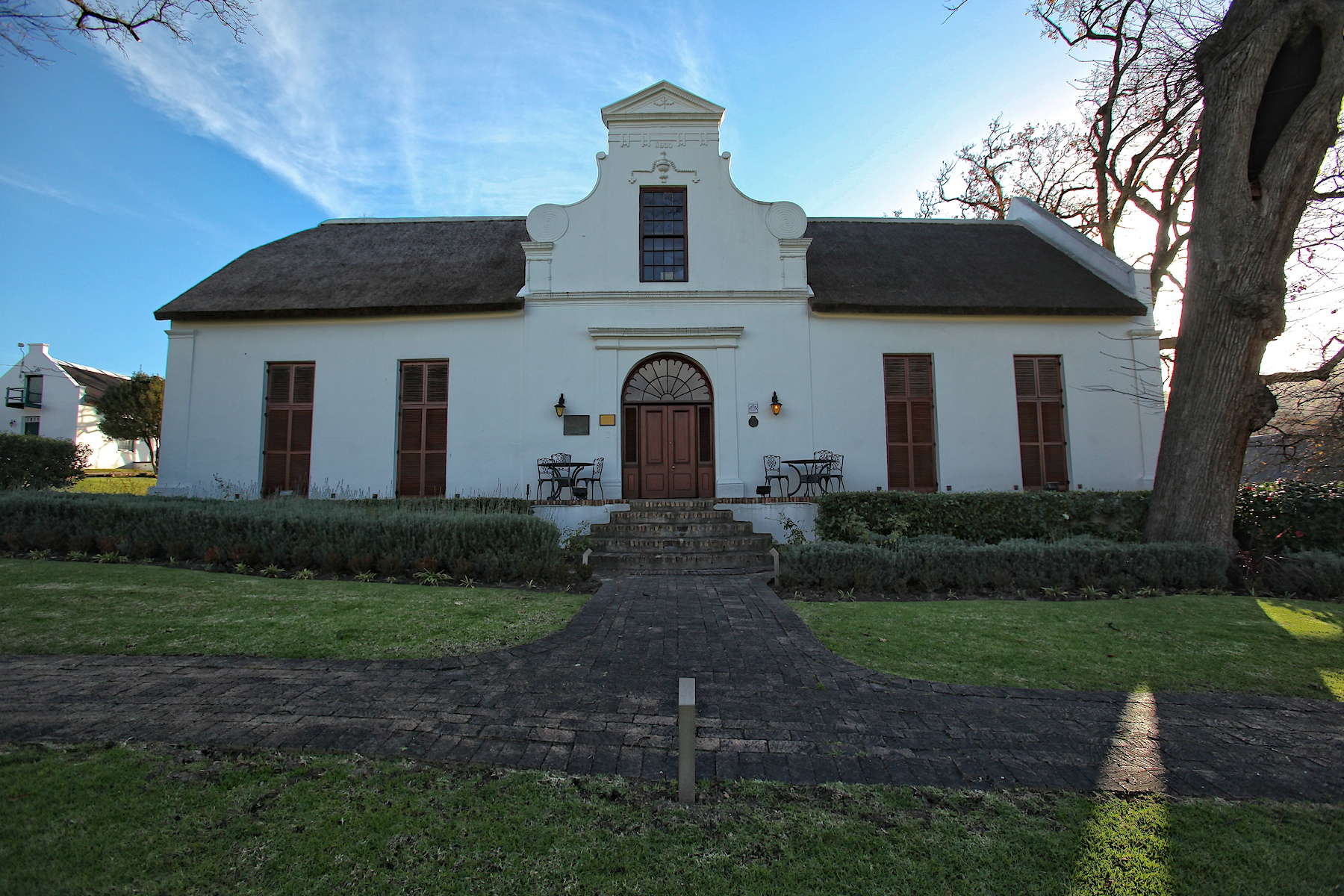
Manoir de Laborie.
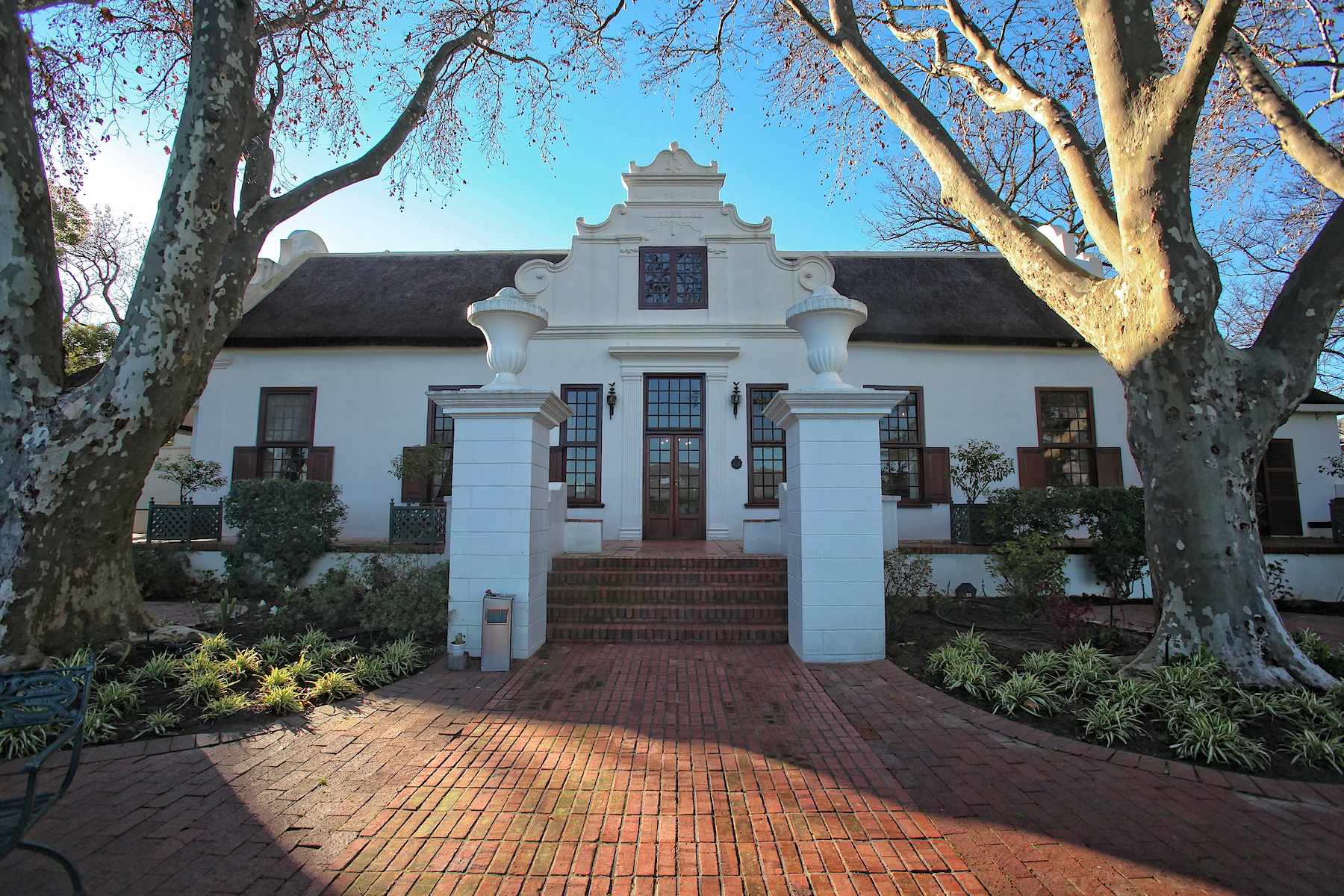
Manoir de Nedeburg, domaine viticole de Paarl.
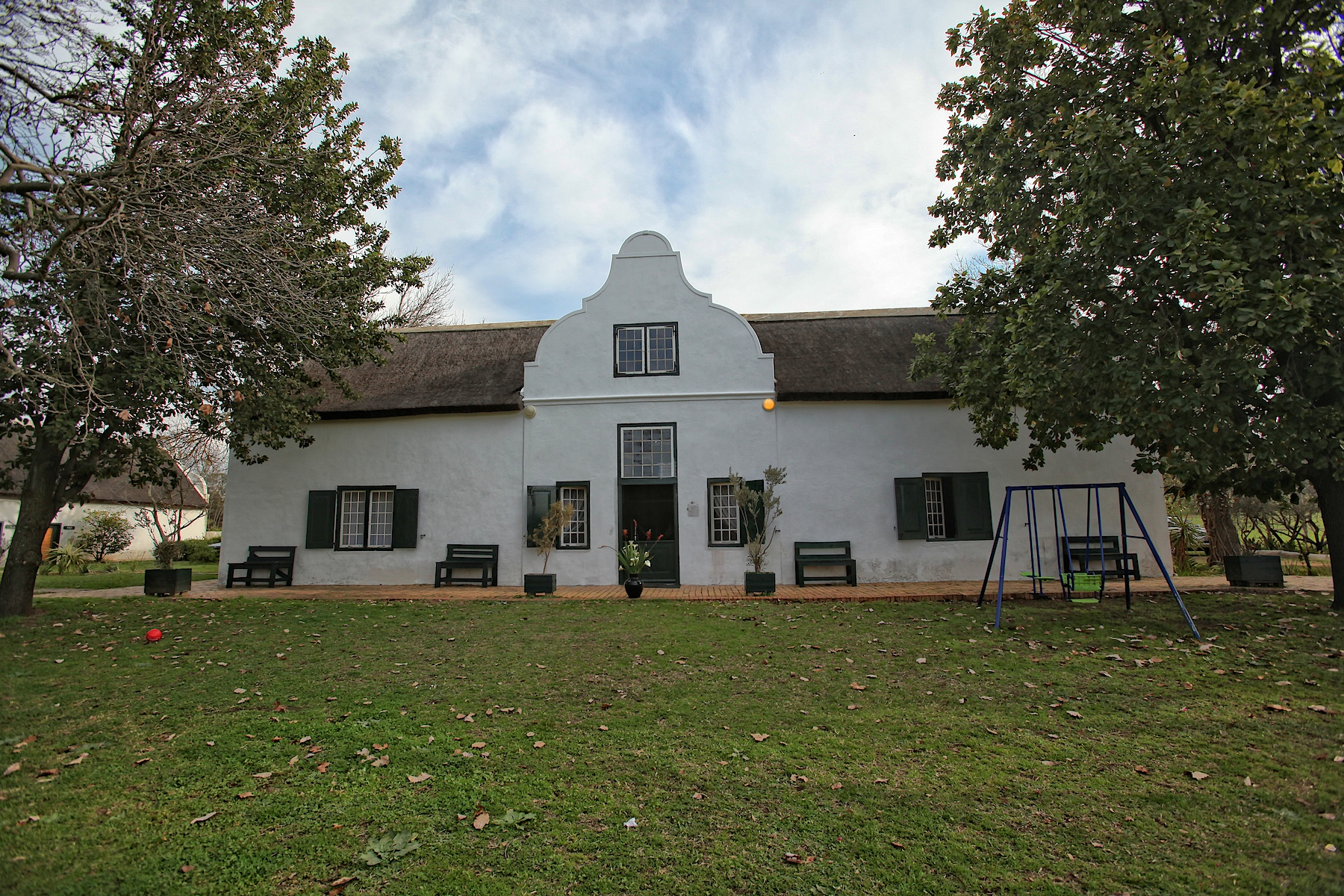
Manoir de Roggeland, vallée de Daljosafat.

## Personnalités locales
- Stephanus Jacobus du Toit (1847-1911), écrivain, historien et traducteur.
- Elizabeth Mafekeng (1918-2009), syndicaliste et militante anti-apartheid.
- Deon Meyer (1958-), écrivain, scénariste et réalisateur.

### Maires de Paarl
- Septimus Peter Henry de Villiers (1867-1967), maire en 1898
- Alfred McMaster Devine (1870-1961), maire de 1921 à 1937
- P. J. du Pre le Roux, maire en 1940
- A.J. Reyneke, maire de 1941 à 1945
- F.J.J. Kirsten, maire en 1955
- Abel Joseph Volks (1911-2000), maire de 1959 à 1961
- A. B. Galloway
- A.R. King, maire de 1967 à 1969
- Adrienne Jeanne Koch, maire (parti national) de 1971 à 1973
- Allan Pulse, maire en 1975
- Charles Jacobus H. Niehaus
- Jack Maurice Lichtenstein (1918-2009), maire de 1990 à 1992